# Communauté de communes de la vallée de l'Ariège
La communauté de communes de la vallée de l'Ariège est ancienne communauté de communes française de la  Haute-Garonne. Elle faisait partie du pays du Sud Toulousain.
En 2017, elle fusionne avec la Communauté de communes Lèze-Ariège-Garonne pour former la Communauté de communes Lèze-Ariège.

## Communes adhérentes
| Nom              | Code Insee | Gentilé         | Superficie (km2) | Population (dernière pop. légale) | Densité (hab./km2) |
| ---------------- | ---------- | --------------- | ---------------- | --------------------------------- | ------------------ |
| Auterive (siège) | 31033      | Auterivais      | 36,54            | 9 232 (2014)                      | 253                |
| Auragne          | 31024      | Auragnais       | 13,63            | 426 (2014)                        | 31                 |
| Caujac           | 31128      | Caujaccois      | 10,82            | 838 (2014)                        | 77                 |
| Cintegabelle     | 31145      | Cintegabellois  | 52,92            | 2 840 (2014)                      | 54                 |
| Esperce          | 31173      | Esperçois       | 16,42            | 253 (2014)                        | 15                 |
| Gaillac-Toulza   | 31206      | Gaillacais      | 40,40            | 1 247 (2014)                      | 31                 |
| Grazac           | 31231      | Grazacois       | 7,17             | 548 (2014)                        | 76                 |
| Grépiac          | 31233      | Grépiacois      | 8,18             | 997 (2014)                        | 122                |
| Labruyère-Dorsa  | 31256      | Labruyérois     | 2,19             | 266 (2014)                        | 121                |
| Lagrâce-Dieu     | 31264      | Gracieux-Divins | 8,52             | 562 (2014)                        | 66                 |
| Marliac          | 31319      | Marliacois      | 7,20             | 127 (2014)                        | 18                 |
| Mauressac        | 31330      | Mauressacois    | 4,52             | 500 (2014)                        | 111                |
| Miremont         | 31345      | Miremounaires   | 22,40            | 2 334 (2014)                      | 104                |
| Puydaniel        | 31442      | Puydaniélains   | 7,38             | 463 (2014)                        | 63                 |

## Démographie
| 1999 | 2009 | 2011   | 2012   | 2013   |
| ---- | ---- | ------ | ------ | ------ |
| -    | -    | 18 621 | 20 292 | 20 463 |

## Administration
| Période | Période          | Identité           | Étiquette | Qualité           |
| ------- | ---------------- | ------------------ | --------- | ----------------- |
| 2008    | 2014             | Christophe Lefèvre | PS        | Maire d'Auterive  |
| 2014    | 31 décembre 2016 | Serge Baurens      | DVG       | Maire de Miremont |

## Historique
- Le 1er janvier 2014, Gaillac-Toulza et Marliac intègrent la communauté de communes.